# Too Old to Rock 'n' Roll: Too Young to Die!
Too Old to Rock 'n' Roll: Too Young to Die! is een conceptalbum van de Britse progressieve-rockband Jethro Tull, uitgebracht in 1976.

## Geschiedenis
Dit album is een verhaal over de jonge rocker Ray Lomas, en was oorspronkelijk bedoeld als musical geschreven door Ian Anderson en David Palmer. Adam Faith zou de zanger in deze musical worden. Om onbekende redenen is dit plan afgeblazen, maar Anderson had genoeg materiaal om er dit conceptalbum van te maken voor Jethro Tull.

## Nummers
1. Quizz Kid
2. Crazed Institution
3. Salamander
4. Taxi Grab
5. From a Dead Beat to an Old Greaser
6. Bad-Eyed and Loveless
7. Big Dipper
8. Too Old to Rock 'n' Roll, Too Young to Die
9. Pied Piper
10. The Chequered Flag (Dead or Alive)
11. A Small Cigar¹
12. Strip Cartoon¹

¹Bonusnummers op de digitaal geremasterde versie.
De samenhang van de nummers wordt kort verteld in het stripverhaal waarin de elpee verpakt zat.

## Bezetting
- Ian Anderson (zang, akoestische gitaar, dwarsfluit, mondharmonica, 'nu en dan elektrische gitaar en percussie')
- Martin Barre (elektrische gitaar)
- John Evan (piano)
- Barriemore Barlow (drums, percussie)
- John Glascock (basgitaar, zang)

Gastmuzikanten:
- David Palmer (arrangement voor orkest, 'late-night sax solo')
- Maddy Prior (zang)
- Angela Allen (zang)
- onbekend orkest